# Niklaus Bernoulli

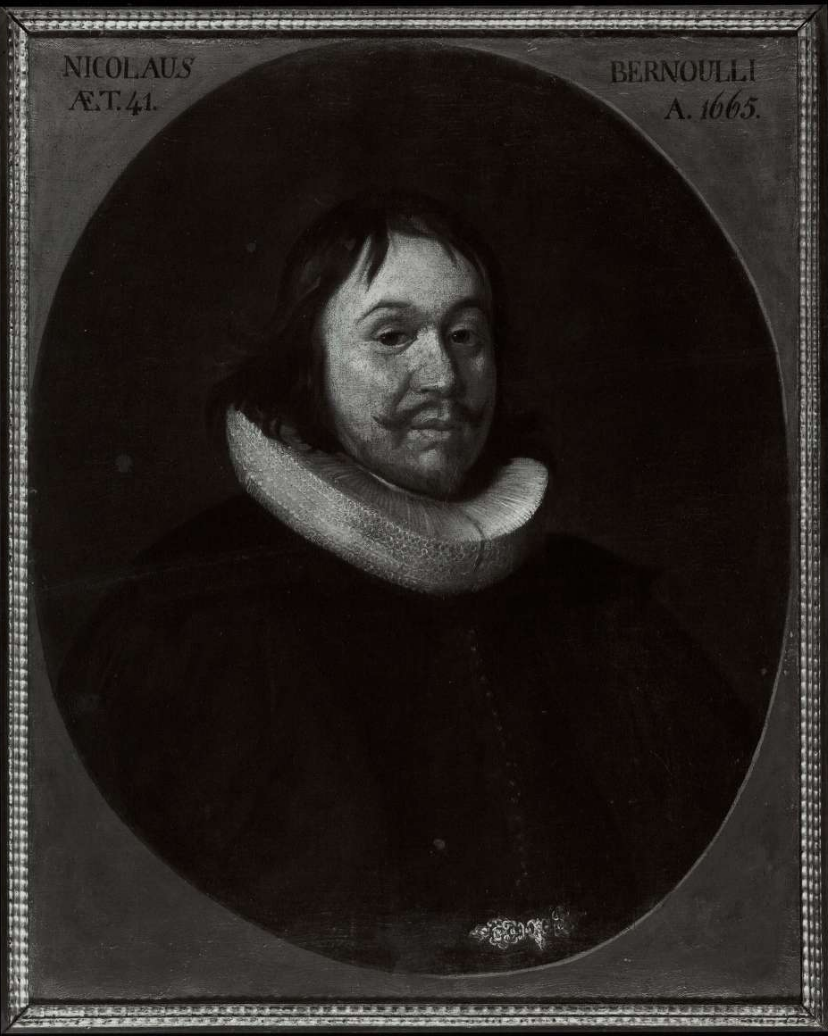
Niklaus Bernoulli

Niklaus Bernoulli (auch Niclaus, Nikolaus; * 19. Novemberjul. / 29. November 1623greg. in Basel; † 8. März 1708 ebenda) war der Stammvater der Schweizer Mathematiker- und Physikerdynastie Bernoulli.
Niklaus Bernoulli war Gewürzhändler in Basel, dort u. a. auch Mitglied des Grossen Rates. Er hatte 11 Kinder, von denen das fünfte, Jakob I Bernoulli (1655–1705), und das zehnte, Johann I Bernoulli (1667–1748), als Mathematiker besonders berühmt wurden.